# Liste der Monuments historiques in Brienne-sur-Aisne
Die Liste der Monuments historiques in Brienne-sur-Aisne führt die Monuments historiques in der französischen Gemeinde Brienne-sur-Aisne auf.

## Liste der Immobilien
| Bezeichnung             | Beschreibung            | Standort               | Kennzeichnung | Schutzstatus | Datum | Bild           |
| ----------------------- | ----------------------- | ---------------------- | ------------- | ------------ | ----- | -------------- |
| Kirche St-Jean-Baptiste | aus dem 12. Jahrhundert | Rue de l’Église (Lage) | PA00078351    | Classé       | 1926  | weitere Bilder |

## Liste der Objekte
| Bezeichnung                         | Beschreibung                                                                           | Standort                              | Kennzeichnung | Schutzstatus | Datum | Bild |
| ----------------------------------- | -------------------------------------------------------------------------------------- | ------------------------------------- | ------------- | ------------ | ----- | ---- |
| Kelch                               | Silber, bezeichnet 1655                                                                | in der Kirche St-Jean-Baptiste (Lage) | PM08000084    | Classé       | 1933  |      |
| Skulptur Anna selbdritt             | Stein, farbig gefasst, Anfang des 14. Jahrhunderts                                     | in der Kirche St-Jean-Baptiste (Lage) | PM08000082    | Classé       | 1933  |      |
| Monstranz                           | Silber, 17. Jahrhundert                                                                | in der Kirche St-Jean-Baptiste (Lage) | PM08000087    | Classé       | 1979  |      |
| Skulptur Heiliger Eligius           | Kalkstein, farbig gefasst, 16. Jahrhundert; in der Mairie deponiert                    | in der Kirche St-Jean-Baptiste (Lage) | PM08001192    | Inscrit      | 1988  |      |
| Skulptur Heiliger Nikolaus          | Holz, farbig gefasst, 17. Jahrhundert; in der Mairie deponiert                         | in der Kirche St-Jean-Baptiste (Lage) | PM08001191    | Inscrit      | 1988  |      |
| Gemälde Kreuzabnahme                | Ölfarbe auf Holz, 17. Jahrhundert                                                      | in der Kirche St-Jean-Baptiste (Lage) | PM08001190    | Inscrit      | 1988  |      |
| Skulptur Madonna mit Kind           | Holz, vergoldet, 18. Jahrhundert; 1969 gestohlen                                       | in der Kirche St-Jean-Baptiste (Lage) | PM08000086    | Classé       | 1966  |      |
| Zwei Reliquienschreine              | Kupfer, Email, 13. Jahrhundert; ein Schrein während des Ersten Weltkriegs verschwunden | in der Kirche St-Jean-Baptiste (Lage) | PM08000081    | Classé       | 1896  |      |
| Zwei Skulpturen: Maria und Johannes | Holz, 15. Jahrhundert                                                                  | in der Kirche St-Jean-Baptiste (Lage) | PM08000083    | Classé       | 1933  |      |
| Taufbecken                          | Stein, 12. Jahrhundert                                                                 | in der Kirche St-Jean-Baptiste (Lage) | PM08000085    | Classé       | 1933  |      |
| Skulptur Heiliger Fiacrius          | Holz, farbig gefasst, um 1600; in der Mairie deponiert                                 | in der Kirche St-Jean-Baptiste (Lage) | PM08001193    | Inscrit      | 1988  |      |